# Rally van Noorwegen
De Rally van Noorwegen, formeel bekend als Rally Norway, was een rallyevenement gehouden in Noorwegen. In 2007 en 2009 was het een ronde van het wereldkampioenschap rally. Het was als WK-evenement de tweede pure sneeuwrally naast de Rally van Zweden.
De eerste editie vond als WK-kandidatuurrally plaats in 2006, en is sindsdien nog twee keer verreden als WK-rally. Daarna verdween het van de kalender, maar een aantal proeven die deel uitmaken van de Zweedse WK-ronde worden tegenwoordig nog verreden op Noors grondgebied.

## Lijst van winnaars

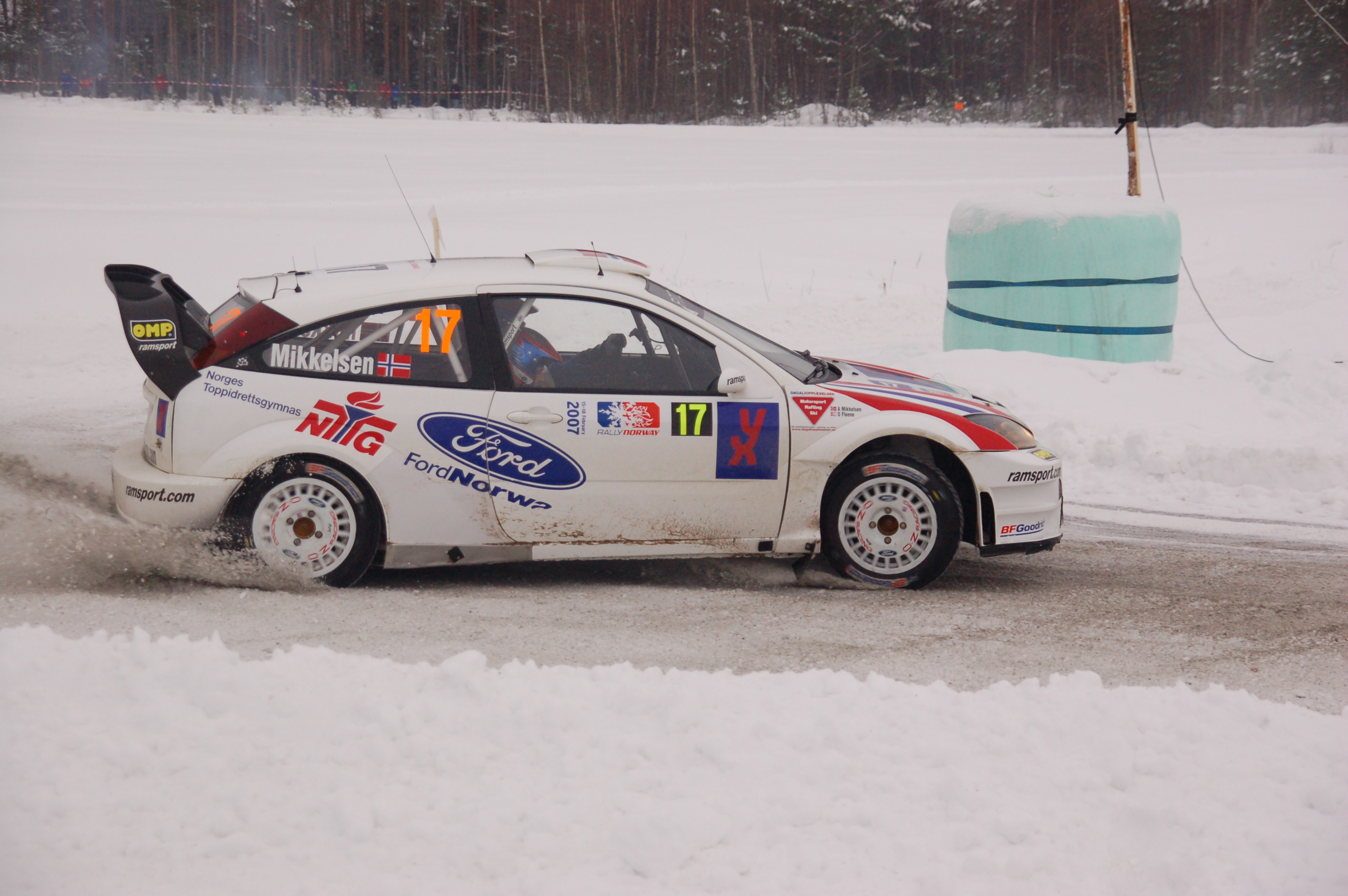
Thuisrijder Andreas Mikkelsen actief in de rally in 2007

| Editie | Seizoen | Rijder          | Navigator      | Auto                 |
| ------ | ------- | --------------- | -------------- | -------------------- |
| 3      | 2009    | Sébastien Loeb  | Daniel Elena   | Citroën C4 WRC       |
| 2      | 2007    | Mikko Hirvonen  | Jarmo Lehtinen | Ford Focus RS WRC 06 |
| 1      | 2006    | Henning Solberg | Cato Menkerud  | Peugeot 307 WRC      |